# Luka Kapulica
Luka Kapulica (Spalato, 18 gennaio 2005) è un calciatore croato, centrocampista dell'HNK Gorica.

## Caratteristiche tecniche
Kapulica è un trequartista le cui principali caratteristiche includono una notevole visione di gioco, la corsa e un tiro potente con il piede destro. Nonostante ciò, ha fatto il suo debutto come ala sinistra. Inoltre, ha dichiarato di ispirarsi a Marcelo Brozović.

## Carriera

### Club
Cresciuto nelle giovanili dell'Hajduk Spalato, nell'aprile 2022, all'età di 17 anni approda tra le file dell'HNK Gorica. Debutta con i Goričani il 26 ottobre seguente, subentrando a Jurica Pršir in occasione del match di campionato perso 3-1 in casa dell'Hajduk. Dopo due settimane esordisce anche in Coppa di Croazia partendo da titolare nell'ottavo di finale perso contro il Sebenico (2-0). Mette a referto il primo gol per il Gorica il 1º maggio 2023, nella trasferta di campionato pareggiata contro la Lokomotiva Zagabria (2-2).

## Statistiche

### Cronologia presenze e reti in nazionale
| Cronologia completa delle presenze e delle reti in nazionale ― Croazia under 19 | Cronologia completa delle presenze e delle reti in nazionale ― Croazia under 19 | Cronologia completa delle presenze e delle reti in nazionale ― Croazia under 19 | Cronologia completa delle presenze e delle reti in nazionale ― Croazia under 19 | Cronologia completa delle presenze e delle reti in nazionale ― Croazia under 19 | Cronologia completa delle presenze e delle reti in nazionale ― Croazia under 19 | Cronologia completa delle presenze e delle reti in nazionale ― Croazia under 19 | Cronologia completa delle presenze e delle reti in nazionale ― Croazia under 19 |
| Data                                                                            | Città                                                                           | In casa                                                                         | Risultato                                                                       | Ospiti                                                                          | Competizione                                                                    | Reti                                                                            | Note                                                                            |
| ------------------------------------------------------------------------------- | ------------------------------------------------------------------------------- | ------------------------------------------------------------------------------- | ------------------------------------------------------------------------------- | ------------------------------------------------------------------------------- | ------------------------------------------------------------------------------- | ------------------------------------------------------------------------------- | ------------------------------------------------------------------------------- |
| 15-11-2023                                                                      | Rovigno                                                                         | Armenia under 19                                                                | 1 – 2                                                                           | Croazia under 19                                                                | Qual. Europeo Under-19 2024                                                     | -                                                                               | 54’                                                                             |
| 18-11-2023                                                                      | Rovigno                                                                         | Croazia under 19                                                                | 2 – 0                                                                           | Fær Øer under 19                                                                | Qual. Europeo Under-19 2024                                                     | -                                                                               | 70’                                                                             |
| Totale                                                                          |                                                                                 | Presenze                                                                        | 2                                                                               |                                                                                 | Reti                                                                            | 0                                                                               |                                                                                 |